# Municipio Anzoátegui (Cojedes)
El municipio Anzoátegui es uno de los 9 municipios que forman parte del estado Cojedes, Venezuela. Tiene una superficie de 876 km² y una población de 17 030 habitantes según censo de 2018. Su capital es el poblado de Cojedes.
El municipio Anzoátegui se encuentra al noroeste del estado Cojedes, ubicación estratégica por la comunicación de San Carlos (capital del estado Cojedes) con las demás poblaciones del estado Portuguesa. La zona norte del municipio ocupa las faldas de la Serranía del Interior llegando hasta los 900 m s. n. m., mientras que la zona central y sur del municipio se encuentra en los Llanos altos venezolanos. La quebrada Onoto y el río tucuragua son los cursos de aguas más importantes del municipio.

## Economía
La economía de la región se centra en la agricultura y cría. Entre los productos más importantes están; el ganado, aves de corral, tabaco rubio, maíz, tomate, arroz y madera.

## Parroquias
1. Parroquia Cojedes 6305 Hab.
2. Parroquia Juan de Mata Suárez (Apartaderos) 10 725 Hab.

## Política y gobierno

### Alcaldes
| Período     | Alcalde              | Partido político / Alianza | % de votos | Notas |
| ----------- | -------------------- | -------------------------- | ---------- | --- |
| 1989 - 1992 | Miguel Quintero Páez | AD                         | 57,13      | Primer alcalde bajo elecciones directas |
| 1992 - 1995 | Miguel Quintero Páez | AD                         | 62,02      | Reelecto |
| 1995 - 2000 | Luis Linares         | AD                         | -          | Segundo alcalde bajo elecciones directas(se realizaron elecciones generales adelantadas en el 2000 debido a la aprobación de la Constitución de 1999) |
| 2000 - 2004 | Luis Linares         | AD                         | 56,20      | Reelecto |
| 2004 - 2008 | Luis Linares         | AD                         | 44,32      | Reelecto |
| 2008 - 2013 | Isidro Ramírez       | PSUV                       | 54,04      | Tercer alcalde bajo elecciones directas (se postergan 1 año las elecciones municipales pautadas para finales del 2012)                                |
| 2013 - 2017 | Luis Rodríguez       | PSUV                       | 53,41      | Cuarto alcalde bajo elecciones directas |
| 2017 - 2021 | Flor Rivas           | PSUV                       | 72,52      | Quinto alcalde bajo elecciones directas |
| 2021 - 2025 | Uliber Quintero      | PSUV                       | 34,91      | Sexto alcalde bajo elecciones directas |
| 2025 - 2029 | Víctor José Gil      | VVC                        | 54,13      | Séptimo alcalde bajo elecciones directas |

### Concejo municipal
Período 1989 - 1992
| Concejales:      | Partido político / Alianza |
| ---------------- | -------------------------- |
| Luis Linares     | AD                         |
| Pedro Quiros     | AD                         |
| Domingo González | AD                         |
| Rafael López     | COPEI                      |
| David Zambrano   | COPEI                      |

Período 1992 - 1995
| Concejales:        | Partido político / Alianza |
| ------------------ | -------------------------- |
| Domingo González   | AD                         |
| Francisco Castillo | AD                         |
| Manuel Robles      | AD                         |
| José Jiménez       | COPEI                      |
| Enelda Ojeda       | COPEI                      |

Período 1995 - 2000
| Concejales:        | Partido político / Alianza |
| ------------------ | -------------------------- |
| Carlos Linares     | AD                         |
| Williams Colina    | AD                         |
| Francsico Castillo | AD                         |
| Fautino López      | COPEI                      |
| Delia Marchena     | COPEI                      |

Período 2013 - 2018:
| Concejales          | Partido político / Alianza |
| ------------------- | -------------------------- |
| Julio Ortega        | PSUV                       |
| Mafia Bolívar       | PSUV                       |
| Katiuska Ramírez    | PSUV                       |
| Yanira Lama         | PSUV                       |
| Ana Karina Barrios  | PSUV                       |
| David Zambrano      | PSUV                       |
| Nilce Marques López | MUD                        |

Período 2018 - 2021
| Concejales         | Partido político / Alianza |
| ------------------ | -------------------------- |
| Franklin Farfán    | PSUV                       |
| Reina Suárez       | PSUV                       |
| Juan Cande         | PSUV                       |
| Claritza Solorzano | PSUV                       |
| Jose Matute        | PSUV                       |
| Franklin Veliz     | PSUV                       |
| Yansy Pinto        | PSUV                       |

Período 2021 - 2025
| Concejales:      | Partido político / Alianza |
| ---------------- | -------------------------- |
| Domingo González | PSUV                       |
| Brigitt Vargas   | PSUV                       |
| Leonela Falcón   | PSUV                       |
| Katiuska Ramirez | PPT                        |
| Franklin Véliz   | PSUV                       |
| Julio Camejo     | MUD                        |
| Victor Gil       | EL CAMBIO                  |